# Lill-Nottjärnen
Lill-Nottjärnen är en sjö i Bodens kommun i Norrbotten och ingår i Råneälvens huvudavrinningsområde. Lill-Nottjärnen ligger i Råneälven Natura 2000-område.